# Austrian Football League 2014
Die Austrian Football League 2014 war die 30. Spielzeit der höchsten österreichischen Spielklasse der Männer im American Football. Sie begann am 23. März 2014 mit den Spielen der Raiffeisen Vikings Vienna gegen die Swarco Raiders Tirol und der Danube Dragons gegen die JCL Graz Giants. Die Spielzeit endete am 26. Juli 2014 mit der Austrian Bowl XXX in der NV Arena in St. Pölten.
Der Modus blieb im Vergleich zum Vorjahr gleich. Gespielt wurde eine einfache Hin- und Rückrunde. Nach dem freiwilligen Abstieg der AFC Rangers zum Ende der 29. Spielzeit, hatte jedes Team insgesamt 8 Spiele. Die besten vier Teams des Grunddurchganges nahmen an den Playoffs teil, wobei die ersten beiden Heimrecht besaßen. Dessen Sieger spielten in der Austrian Bowl um den österreichischen Staatsmeistertitel.
Wie bereits im Vorjahr strahlte der ORF auch in dieser Saison einige Spiele live aus. Neben 2 Grunddurchgangsspielen wurde auch der Austrian Bowl XXX übertragen.

## Teams
- Danube Dragons (Wien)
- JCL Graz Giants (Graz)
- Prague Black Panthers (Prag)
- Raiffeisen Vikings Vienna (Wien)
- Swarco Raiders Tirol (Innsbruck)

## Tabelle
| AFL 2014 |                           |    |   |   |   |       |      |      |      |
|          | Team                      | Sp | S | U | N | Pct   | P35+ | P35− | Diff |
| 1        | Raiffeisen Vikings Vienna | 8  | 6 | 0 | 2 | 0,750 | 239  | 116  | +123 |
| 2        | Swarco Raiders Tirol      | 8  | 6 | 0 | 2 | 0,750 | 297  | 262  | 0+35 |
| 3        | Danube Dragons            | 8  | 4 | 0 | 4 | 0,500 | 193  | 280  | 0−87 |
| 4        | Prague Black Panthers     | 8  | 3 | 0 | 5 | 0,375 | 271  | 271  | 00±0 |
| 5        | JCL Graz Giants           | 8  | 1 | 0 | 7 | 0,125 | 186  | 257  | 0−71 |

Legende: Sp = Spiele, S = Siege, U = Unentschieden, N = Niederlagen, Pct = Winning Percentage,

P35+= erzielte Punkte (max. 35 mehr als gegnerische), P35− = zugelassene Punkte (max. 35 mehr als eigene), Diff = Differenz

 Qualifikation für die Play-offs mit Heimrecht,
 Qualifikation für die Play-offs

## Spielplan
 Blue River Bowl XII und XIII, in Klammer die bisherige Siegesstatistik
| Datum                 | Kickoff | Heim                      | Ergebnis    | Auswärts                  |
| --------------------- | ------- | ------------------------- | ----------- | ------------------------- |
| Woche 1               |         |                           |             |                           |
| 23. März              | 15:00   | Raiffeisen Vikings Vienna | 41:14       | Swarco Raiders Tirol      |
| 23. März              | 15:00   | Danube Dragons            | 14:13       | JCL Graz Giants           |
| Woche 2               |         |                           |             |                           |
| 29. März              | 14:30   | Swarco Raiders Tirol      | 44:20       | Danube Dragons            |
| 29. März              | 16:00   | Prague Black Panthers     | 7:27        | Raiffeisen Vikings Vienna |
| Woche 3               |         |                           |             |                           |
| 5. April              | 14:00   | JCL Graz Giants           | 21:28       | Prague Black Panthers     |
| Woche 4               |         |                           |             |                           |
| 12. April             | 15:00   | Prague Black Panthers     | 33:28       | JCL Graz Giants           |
| 13. April             | 15:00   | Danube Dragons            | 10:31 (4:7) | Raiffeisen Vikings Vienna |
| Woche 5               |         |                           |             |                           |
| 26. April             | 14:00   | JCL Graz Giants           | 51:54       | Swarco Raiders Tirol      |
| 27. April             | 15:00   | Raiffeisen Vikings Vienna | 34:31       | Prague Black Panthers     |
| Woche 6               |         |                           |             |                           |
| 3. Mai                | 15:00   | Prague Black Panthers     | 25:28       | Danube Dragons            |
| 3. Mai                | 17:00   | Swarco Raiders Tirol      | 22:20       | Raiffeisen Vikings Vienna |
| Woche 7               |         |                           |             |                           |
| 11. Mai               | 15:00   | Raiffeisen Vikings Vienna | 6:9         | JCL Graz Giants           |
| 11. Mai               | 15:00   | Danube Dragons            | 14:43       | Swarco Raiders Tirol      |
| Woche 8               |         |                           |             |                           |
| 17. Mai               | 15:00   | JCL Graz Giants           | 37:48       | Danube Dragons            |
| 17. Mai               | 17:00   | Swarco Raiders Tirol      | 63:62       | Prague Black Panthers     |
| Woche 9               |         |                           |             |                           |
| 14. Juni              | 17:00   | Danube Dragons            | 49:45       | Prague Black Panthers     |
| Woche 10              |         |                           |             |                           |
| 21. Juni              | 17:00   | Swarco Raiders Tirol      | 36:14       | JCL Graz Giants           |
| 22. Juni              | 15:00   | Raiffeisen Vikings Vienna | 42:10 (8:4) | Danube Dragons            |
| Woche 11              |         |                           |             |                           |
| 27. Juni              | 19:30   | JCL Graz Giants           | 13:38       | Raiffeisen Vikings Vienna |
| 28. Juni              | 13:00   | Prague Black Panthers     | 40:21       | Swarco Raiders Tirol      |
| Playoffs: Semi-Finals |         |                           |             |                           |
| 12. Juli              | 17:00   | Swarco Raiders Tirol      | 34:0        | Danube Dragons            |
| 13. Juli              | 15:00   | Raiffeisen Vikings Vienna | 41:27       | Prague Black Panthers     |
| Austrian Bowl XXX     |         |                           |             |                           |
| 26. Juli              | 19:00   | Raiffeisen Vikings Vienna | 24:17       | Swarco Raiders Tirol      |

### Finalrunde
|  | Playoffs: Semi-Finals | Playoffs: Semi-Finals     | Playoffs: Semi-Finals |  |  | Austrian Bowl XXX | Austrian Bowl XXX         | Austrian Bowl XXX |
|  |                       |                           |                       |  |  |                   |                           |                   |
|  |                       |                           |                       |  |  |                   |                           |                   |
|  | 2                     | Swarco Raiders Tirol      | 34                    |  |  |                   |                           |                   |
|  | 3                     | Danube Dragons            | 0                     |  |  |                   |                           |                   |
|  |                       |                           |                       |  |  | 1                 | Raiffeisen Vikings Vienna | 24                |
|  |                       |                           |                       |  |  | 2                 | Swarco Raiders Tirol      | 17                |
|  | 1                     | Raiffeisen Vikings Vienna | 41                    |  |  |                   |                           |                   |
|  | 4                     | Prague Black Panthers     | 27                    |  |  |                   |                           |                   |
|  |                       |                           |                       |  |  |                   |                           |                   |

### Austrian Bowl XXX

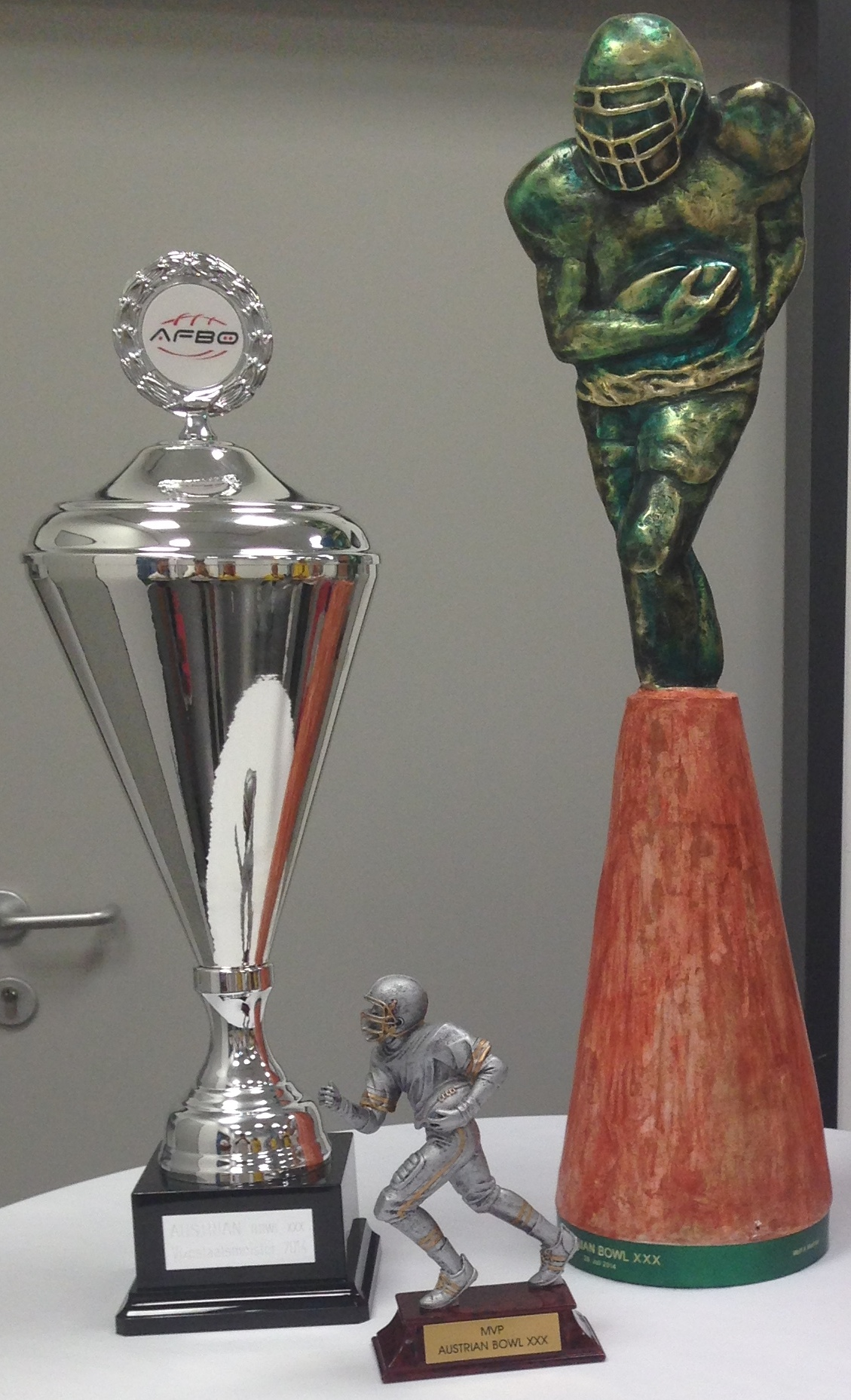
Trophäen des Austrian Bowl XXX

| Austrian Bowl XXX – St. Pölten (NV Arena, 3.800 Zuschauer) | Austrian Bowl XXX – St. Pölten (NV Arena, 3.800 Zuschauer) | Austrian Bowl XXX – St. Pölten (NV Arena, 3.800 Zuschauer) | Austrian Bowl XXX – St. Pölten (NV Arena, 3.800 Zuschauer)   | Austrian Bowl XXX – St. Pölten (NV Arena, 3.800 Zuschauer)   | Austrian Bowl XXX – St. Pölten (NV Arena, 3.800 Zuschauer)   | Austrian Bowl XXX – St. Pölten (NV Arena, 3.800 Zuschauer)   | Austrian Bowl XXX – St. Pölten (NV Arena, 3.800 Zuschauer)   |
| ---------------------------------------------------------- | ---------------------------------------------------------- | ---------------------------------------------------------- | ------------------------------------------------------------ | ------------------------------------------------------------ | ------------------------------------------------------------ | ------------------------------------------------------------ | ------------------------------------------------------------ |
| Team                                                       | Team                                                       | Punkte                                                     | Q1                                                           | Q2                                                           | Q3                                                           | Q4                                                           | OT                                                           |
| Raiffeisen Vikings Vienna                                  | Raiffeisen Vikings Vienna                                  | 24                                                         | 7                                                            | 7                                                            | 3                                                            | 0                                                            | 7                                                            |
| Swarco Raiders Tirol                                       | Swarco Raiders Tirol                                       | 17                                                         | 7                                                            | 7                                                            | 3                                                            | 0                                                            | 0                                                            |
| Vikings                                                    | Raiders                                                    | Spieler                                                    | Spielzug                                                     | Spielzug                                                     | Spielzug                                                     | Spielzug                                                     | Spielzug                                                     |
| 0                                                          | 7                                                          | Clemens Erlsbacher                                         | 12-Yard Pass von John van den Raadt (PAT Clemens Erlsbacher) | 12-Yard Pass von John van den Raadt (PAT Clemens Erlsbacher) | 12-Yard Pass von John van den Raadt (PAT Clemens Erlsbacher) | 12-Yard Pass von John van den Raadt (PAT Clemens Erlsbacher) | 12-Yard Pass von John van den Raadt (PAT Clemens Erlsbacher) |
| 7                                                          | 7                                                          | Laurinho Walch                                             | 14-Yard Pass von Christoph Gross (PAT Christopher Kappel)    | 14-Yard Pass von Christoph Gross (PAT Christopher Kappel)    | 14-Yard Pass von Christoph Gross (PAT Christopher Kappel)    | 14-Yard Pass von Christoph Gross (PAT Christopher Kappel)    | 14-Yard Pass von Christoph Gross (PAT Christopher Kappel)    |
| 14                                                         | 7                                                          | Stefan Postel                                              | 51-Yard Pass von Christoph Gross (PAT Christopher Kappel)    | 51-Yard Pass von Christoph Gross (PAT Christopher Kappel)    | 51-Yard Pass von Christoph Gross (PAT Christopher Kappel)    | 51-Yard Pass von Christoph Gross (PAT Christopher Kappel)    | 51-Yard Pass von Christoph Gross (PAT Christopher Kappel)    |
| 14                                                         | 14                                                         | Clemens Erlsbacher                                         | 3-Yard Lauf (PAT Clemens Erlsbacher)                         | 3-Yard Lauf (PAT Clemens Erlsbacher)                         | 3-Yard Lauf (PAT Clemens Erlsbacher)                         | 3-Yard Lauf (PAT Clemens Erlsbacher)                         | 3-Yard Lauf (PAT Clemens Erlsbacher)                         |
| 17                                                         | 14                                                         | Christopher Kappel                                         | 33-Yard Field-goal                                           | 33-Yard Field-goal                                           | 33-Yard Field-goal                                           | 33-Yard Field-goal                                           | 33-Yard Field-goal                                           |
| 17                                                         | 17                                                         | Clemens Erlsbacher                                         | 36-Yard Field-goal                                           | 36-Yard Field-goal                                           | 36-Yard Field-goal                                           | 36-Yard Field-goal                                           | 36-Yard Field-goal                                           |
| 24                                                         | 17                                                         | Islaam Amadu                                               | 4-Yard Lauf (PAT Christopher Kappel)                         | 4-Yard Lauf (PAT Christopher Kappel)                         | 4-Yard Lauf (PAT Christopher Kappel)                         | 4-Yard Lauf (PAT Christopher Kappel)                         | 4-Yard Lauf (PAT Christopher Kappel)                         |
| MVP: O-Line, Vikings                                       |                                                            |                                                            |                                                              |                                                              |                                                              |                                                              |                                                              |

## Liga-MVPs
Im Vorfeld der Austrian Bowl XXX wurden die Liga-MVPs für die Saison 2014 bekannt gegeben:
- Most Valuable Player des Jahres: Kyle Newhall-Caballero (Quarterback, Prague Black Panthers)
- Offense Player des Jahres: Andreas Hofbauer (Runningback, Swarco Raiders Tirol)
- Defense Player des Jahres: Dustin Illetschko (Linebacker, Vienna Vikings)
- Youngstar des Jahres: Florian Probst (Linebacker, Graz Giants)
- Coach des Jahres: Taylor Breitzman (Head Coach, Prague Black Panthers)